# Грива (Телешевский сельсовет)
Грива (бел. Гры́ва) — упразднённый посёлок в Телешевском сельсовете Гомельского района Гомельской области Беларуси.
В связи с радиационным загрязнением в результате катастрофы на Чернобыльской АЭС жители переселены в чистые места.

## География

### Расположение
В 20 км от железнодорожной станции Якимовка (на линии Калинковичи — Гомель), 27 км на запад от Гомеля.

## Транспортная сеть
Транспортные связи по просёлочной, затем автомобильной дороге Жлобин — Гомель. Дома деревянные, вдоль просёлочной дороги.

## История
Основан в начале 1920-х годов переселенцами из соседних деревень на бывших помещичьих землях. В 1926 году в Задоровском сельсовете Уваровичского района Гомельского округа. Во время Великой Отечественной войны в октябре 1943 года немецкие оккупанты полностью сожгли посёлок. В 1959 году входил в состав колхоза «Красная площадь» (центр — деревня Телеши).

## Население

### Численность
- 2004 год — жителей нет.

### Динамика
- 1926 год — 12 дворов, 70 жителей.
- 1926 год — 15 дворов, 70 жителей.
- 1959 год — 24 жителя (согласно переписи).
- 2004 год — жителей нет.